# 费尔巴哈和德国古典哲学的终结

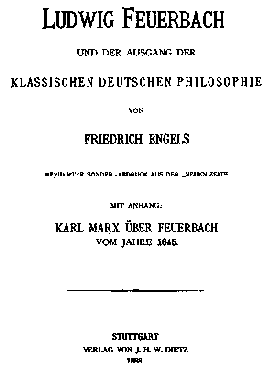

《费尔巴哈和德国古典哲学的终结》（Ludwig Feuerbach und der Ausgang der klassischen deutschen Philosophie）是弗里德里希·恩格斯于1886年出版的一部哲学论著。 :602-603根据恩格斯自序，本书观点在其四十余年前与卡尔·马克思合著而未曾付梓的《德意志意识形态》中既已成型：通过马克思所制定的唯物主义观点批判黑格尔以后的哲学，并且把重点放在对二人影响尤其深远的黑格尔和费尔巴哈身上。:265-266
书中指出：黑格尔革命性的辩证法应该与其保守立场区分对待。:291-296费尔巴哈从黑格尔的唯心主义转向，对思维与存在的关系给出了唯物主义的回答。然而费尔巴哈抛弃了黑格尔的辩证方法，因为他关于人和自然的观念是抽象而且跨越历史一成不变的。:287-295马克思发现辩证法的理性，不再只是概念的自我发展，而是自然界和人类历史的真实运动。:296-313

## 出版历程
恩格斯于1886年完成约50页的手稿后，首发于《新时代》的第4期和第5期。1888年于斯图加特发行选本，由恩格斯撰写一篇简短的导言。这一版本还包含了一篇由恩格斯从马克思笔记整理出的附录，即《关于费尔巴哈的提纲》。:602-603